# Henryk Franczak

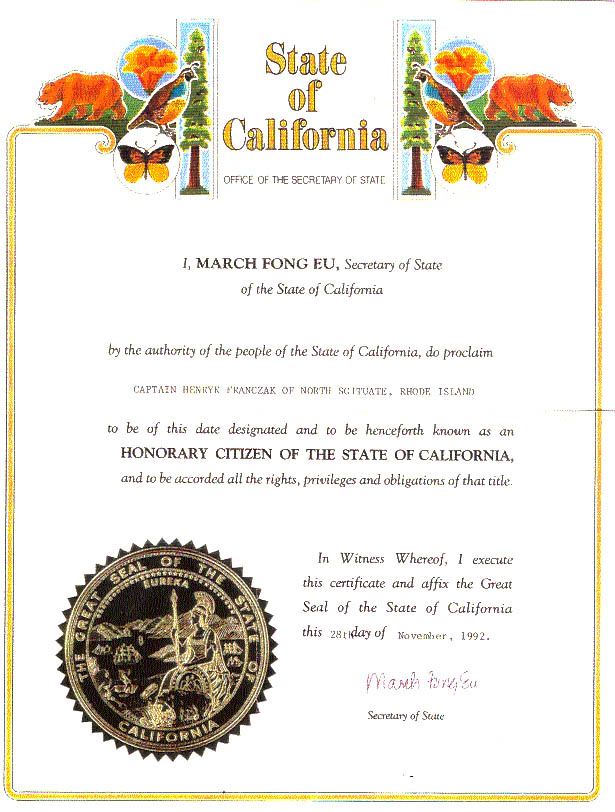
Certyfikat Honorowego Obywatela Stanu Kalifornia nadany Henrykowi Franczakowi

Henryk Franczak (ur. 31 marca 1918 w Zagórzycach koło Krakowa, zm. 1 lipca 2006 w Providence) – porucznik pilot Polskich Sił Powietrznych w Wielkiej Brytanii i kapitan Królewskich Sił Powietrznych.

## Życiorys
Urodził się w rodzinie nauczycielskiej Stanisława i Heleny. Ukończył Gimnazjum Polskiej Macierzy w Grodnie, a następnie Państwową Szkołę Techniczną w Wilnie, zdobywając stopień technika drogowo-wodnego.
Od najmłodszych lat interesował się lotnictwem i w roku 1936 na szkoleniu w Ustianowej uzyskał stopień pilota szybowcowego. W roku 1939 został skierowany do Szkoły Podchorążych Rezerwy Lotnictwa w Sadkowie koło Radomia, a następnie do Szkoły Obserwatorów w Dęblinie. Po wybuchu wojny został wzięty do niewoli radzieckiej, skąd uciekł wraz z bratem Stanisławem przez Kowno, Rygę, Sztokholm i Oslo do Francji, gdzie czekał w Lyonie na szkolenie.
Po upadku Francji z trudnościami przedostał się drogą morską do Blackpool, gdzie przeszkolono go na radiotelegrafistę. 20 sierpnia 1941 awansowano go na podporucznika i przydzielono do 304 dywizjonu bombowego Ziemi Śląskiej. 24 kwietnia 1942 roku odbył pierwszy lot bojowy w ataku na okręty Kriegsmarine w Rostocku.
Latał nad Niemcami, portami okupowanej Europy, a następnie został przeniesiony do Lotnictwa Obrony Wybrzeża. Po 47 lotach bojowych awansowano go na porucznika i angielskiego kapitana. Został odznaczony Orderem Wojennym Virtuti Militari i trzykrotnie Krzyżem Walecznych.
Latem 1943 skierowano go do szkoły pilotów, o co nieustannie zabiegał. Został pilotem w październiku 1944. Po wojnie został instruktorem w Royal Air Force, a następnie w grudniu, 1948 wraz z grupą 30 polskich wyższych oficerów lotnictwa i techników przybył do Karaczi – do Royal Pakistan Airforce. Dostał przydział do dywizjonu transportowego z bazą Peszawarze. Latał na Dakotach w najwyższych górach: Karakorum, Himalajach, Hindukuszu.
Zwolnił się z lotnictwa wojskowego. Uzyskał stopień lotnika cywilnego i pracował jako pilot w pakistańskiej linii lotniczej. Między innymi latał do Indii, Birmy, Bangladeszu, Mekki. W roku 1952 ożenił się z Amerykanką pochodzenia irlandzkiego i w roku 1953 wyjechał do USA. Pracował jako przedstawiciel Encyklopedii Brytyjskiej, agent ubezpieczeniowy, oraz kierowca autobusu szkolnego.
28 listopada 1992 roku w San Francisco odbyły się uroczystości związane z 200-leciem ustanowienia Orderu Virtuti Militari. Obchody zorganizowała ambasada polska. W uroczystościach uczestniczył sekretarz stanu Kalifornia nadając tytuł Honorowego Obywatela Stanu Kalifornia czterem Kawalerom Virtuti Militari, w tym Henrykowi Franczakowi.
Henryk Franczak był człowiekiem głęboko religijnym, przyjaznym ludziom, kochającym przyrodę, a nade wszystko kochał dwie ojczyzny: Polskę i Stany Zjednoczone. Posiadał obywatelstwo polskie i amerykańskie, a flagi tych państw umieszczone były zawsze przy jego domu w Providence (USA).
Na jego postawę patriotyczną z pewnością wpłynęło wychowanie. Ojciec był legionistą. Brat Stanisław zginął śmiercią lotnika zestrzelony lecąc z pomocą powstańczej Warszawie. Brat Edward Został zamordowany w lipcu 1944 roku jako komendant oddziału partyzanckiego AK na Wileńszczyźnie. Brat Lucjan służył w jednostce pomocniczej RAF-u w czasie II wojny światowej.
Henryk Franczak zmarł 1 lipca 2006 roku w Providece USA. 12 września 2006 odbył się uroczysty pogrzeb na Wojskowych Powązkach w Warszawie. Prochy spoczęły, zgodnie z jego życzeniem w Polsce. Miejsce jego pochówku – Kolumbarium Kwatery Żołnierzy Polskich Sił Zbrojnych w krypcie C30-K3-III-6.

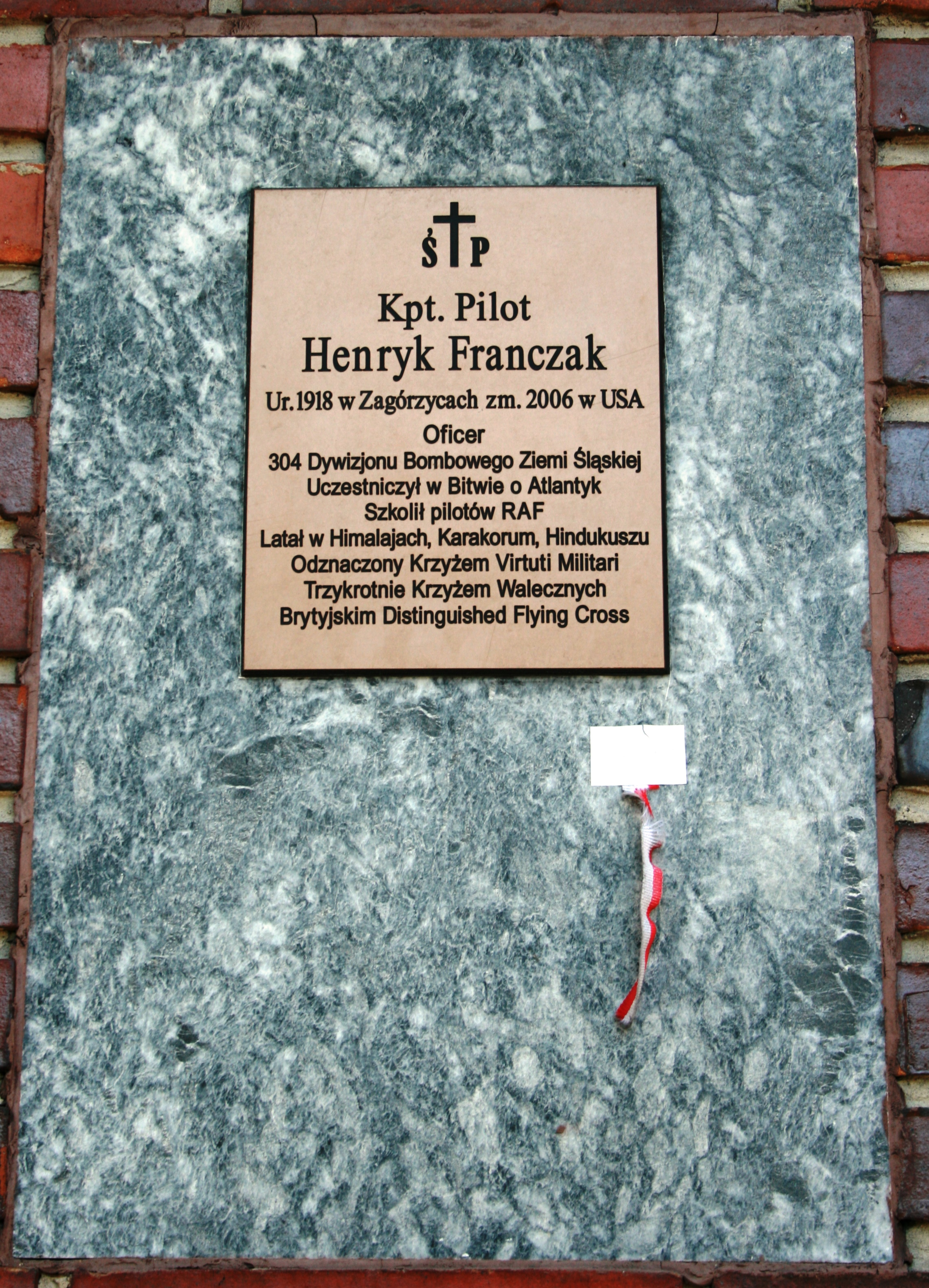
Krypta Henryka Franczaka na Cmentarzu Wojskowym na Powązkach w Warszawie

## Ordery i odznaczenia
- Krzyż Srebrny Orderu Wojennego Virtuti Militari nr 8372[2]
- Krzyż Walecznych – trzykrotnie
- Distinguished Flying Cross